# Schultesianthus megalandrus
Schultesianthus megalandrus är en potatisväxtart som först beskrevs av Michel Félix Dunal, och fick sitt nu gällande namn av A.T. Hunziker. Schultesianthus megalandrus ingår i släktet Schultesianthus och familjen potatisväxter. Inga underarter finns listade i Catalogue of Life.